# Schweizerisches Arbeiterhilfswerk
Das Schweizerische Arbeiterhilfswerk (SAH) wurde 1936 von der Sozialdemokratischen Partei der Schweiz und dem Schweizerischen Gewerkschaftsbund gegründet. Die zehn unabhängigen Regionalvereine des SAH setzen sich schweizweit für Arbeit und Integration ein.
Solidar Suisse war bis 2005 der Auslandsbereich des Schweizerischen Arbeiterhilfswerks und ist heute eine eigenständige Schweizer Nonprofit-Organisation, die sich für globale Fairness und gegen extreme Ungleichheit einsetzt.
Seit 2011 ist das Schweizerische Arbeiterhilfswerk als Dachverein (SAH Netzwerk) organisiert, in welchem die zehn Regionalvereine innerhalb der Schweiz sowie Solidar Suisse (mit Beobachterstatus) die Mitgliedsverbände sind.

## Geschichte

### Als SAH bis 2005
1932 wurde die Proletarische Kinderhilfe als Hilfsorganisation für Kinder von Schweizer Arbeitslosen gegründet. Ab 1933 organisierte das Hilfswerk, geleitet von Regina Kägi-Fuchsmann, unter dem neuen Namen Arbeiterkinderhilfe der Schweiz Erholungsaufenthalte für französische Arbeiterkinder und weitete seine Aktivitäten zudem auf Frankreich und Österreich aus.
1936 gründeten der Schweizerische Gewerkschaftsbund und die Sozialdemokratische Partei der Schweiz das Schweizerische Arbeiterhilfswerk. Ihr Ziel war es, bedürftige Arbeiterfamilien im In- und Ausland zu unterstützen. Die neue Organisation leistete zudem humanitäre Hilfe im Spanischen Bürgerkrieg. Nach Ausbruch des Zweiten Weltkriegs wurde die Organisation in der Flüchtlingshilfe aktiv. Im Rahmen der Aktion «Colis Suisse» verschickte das SAH in Zusammenarbeit mit zahlreichen freiwilligen Helfern Lebensmittelpakete in die Flüchtlingslager Europas. Damit unterstützte es zehntausende von Kriegsflüchtlingen.
Erstmals engagierte sich das SAH 1947 politisch im Rahmen einer Abstimmungskampagne in der Schweiz, nämlich zu Gunsten der Einführung der Alters- und Hinterlassenenversicherung. Ab 1949 leistete das SAH – als eines der ersten Schweizer Hilfswerke – internationale Entwicklungshilfe, u. a. in Griechenland, Palästina/Israel und Jugoslawien und nach dem Algerienkrieg auch in Algerien und Tunesien. 1951 wurde das SAH Gründungsmitglied des Internationalen Arbeiterhilfswerks IAH, welches sich 1995 in SOLIDAR umbenannte. Zusammen mit der Österreichischen Volkshilfe leistete das SAH beim Volksaufstand 1956 umfangreiche Hilfe an die ungarischen Flüchtlinge. Die Besetzung der Tschechoslowakei nach dem Prager Frühling, der Bürgerkrieg in Biafra und die Unterdrückung Oppositioneller durch das Militärregime in Griechenland bewirkten die Flucht von tausenden politisch Verfolgten, die vom SAH Unterstützung erhielten. Nach dem Volksaufstand in Nicaragua entstand in Europa in den 1970er-Jahren eine grosse Solidaritätsbewegung für Zentralamerika. Das SAH entsandte Freiwillige nach Nicaragua und führte eine gross angelegte Alphabetisierungskampagne durch. In Nicaragua wurde 1986 der Hilfswerksmitarbeiter Yvan Leyvraz von Contras ermordet.
Die Organisation hat seither ihre Entwicklungszusammenarbeit laufend ausgebaut:
- 1974 wurde das erste Brunnenbau-Projekt in Obervolta (heute Burkina Faso) durchgeführt.
- Nach der Machtübernahme durch das Pinochet-Regime in Chile und dem Militärputsch in der Türkei stiegen die Asylgesuche in der Schweiz an. Ab 1984 engagierte sich das SAH gegen die regelmässigen Verschärfungen des Asylrechts.
- Nach dem Zusammenbruch der Berliner Mauer 1989 folgte ein rasanter Umbruch in Osteuropa. In Zusammenarbeit mit Gewerkschaftsverbänden vor Ort begann das SAH in Rumänien mit arbeitsmarktlichen Massnahmen und Bildungsprogrammen für Gewerkschaften.
- 1990 begann das Engagement des SAH in Südafrika.

Zu Beginn der 1990er-Jahre war die Schweiz mit einem für sie neuen Problem konfrontiert: Die Erwerbslosigkeit stieg von bisher unter einem auf plötzlich fünf Prozent. Das SAH entwickelte daraufhin Erwerbslosenprogramme. Die Regionalstellen des SAH wurden ausgebaut und 2005 in selbständige Vereine umgewandelt. Diese regionalen SAH-Vereine in der Schweiz blieben unter dem bisherigen Namen bestehen. Die 10 Regional-Vereine sind auch heute weiterhin unter dem Namen Schweizerisches Arbeiterhilfswerk SAH innerhalb der Schweiz tätig. Sie sind von Solidar Suisse unabhängige Organisationen, während die Solidar Suisse als ehemalige Auslandsabteilung der SAH für weltweite Hilfsprojekte zuständig ist.
Nach den Kriegen auf dem Balkan (1991–2001) engagierte sich das SAH in Bosnien und Kosovo, nach dem Hurrikan Mitch (2000) in Zentralamerika und nach dem Tsunami in Südostasien (2004).

### Nach Reorganisation des SAH
2005 kam es zur Aufteilung des SAH, indem die Auslandsabteilung des SAH selbstständig wurde, währenddem die nationale Arbeit von den zehn regionalen SAH-Vereinen übernommen wurde. Diese gründeten daraufhin zur nationalen Koordination 2008 ein Sekretariat in Bern.
Seither engagiert sich v. a. Solidar Suisse mit politischen Kampagnen in der Schweiz. Zu den ersten bekannten Kampagnen gehören «Kehr$eite – keine Ausbeutung mit unseren Steuergeldern» (2008) und «An$toss – keine Ausbeutung bei der Fussball-WM» (2010). 
2011, im selben Jahr, als sich die Schwesterorganisation in Solidar Suisse umbenannte, gründeten die Regionalvereine die Dachorganisation SAH Netzwerk, zu dessen Aufgabe die Koordination der lokalen SAH-Vereine, der Kontakt zu Solidar Suisse sowie das Betreiben des nationalen Sekretariats gehört.
In den 2010er-Jahren wurden mit «Solidar-Gemeinderating – global denken, lokal handeln» (2011, 2013, 2016 und 2019), «Fair Trade – what else?» (2011) und zwei Kampagnen für faire Arbeitsbedingungen bei der Produktion von Pfannen und Spielwaren (2016, 2017, 2018) weitere nationale Kampagnen durchgeführt.

## Tätigkeit

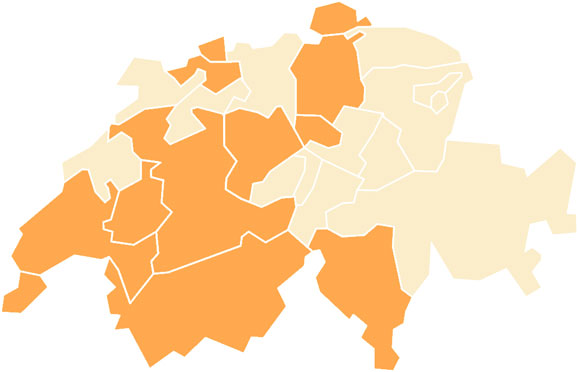
Regionale SAH-Vereine

In der Schweiz engagieren sich zehn unabhängige regionale SAH-Vereine (Basel, Bern, Freiburg, Genf, Schaffhausen, Tessin, Waadt, Wallis, Zentralschweiz, Zürich) in 16 Kantonen mit rund 900 Mitarbeitenden für benachteiligte Menschen. Sie bieten Bildungs-, Beschäftigungs- und Arbeitsintegrationsprogramme für erwerbslose und ausgesteuerte Menschen an und unterstützen Asylsuchende, Flüchtlinge und Migranten mit Beratung und Begleitung.
Das SAH ist einer von 11 Mitgliedsverbänden der Schweizerischen Flüchtlingshilfe (SFH).

## Organisation
Die regionalen SAH-Vereine sind unabhängig und werden von jeweils eigenständigen Vorständen geführt. National vernetzt sind sie über den Verein SAH Netzwerk, das nationale Sekretariat sowie über die Regionalkonferenz (Reko), in denen alle Geschäftsführenden der SAH-Regionalvereine Mitglied sind.

### Präsidenten des SAH bis 2005
Bis 2005 wurde der SAH national von einem Präsidenten geführt. Der letzte Präsident über den gesamten SAH, Ruedi Winkler, war nach der Reorganisation ab 2005 Präsident der neu organisatorisch eigenständigen Auslandsabteilung.
| Jahr      | Präsidenten (Trägerorganisation/Funktion)   |
| --------- | ------------------------------------------- |
| 1936–1940 | Adolf Lüchinger (SP, Stadtpräsident Zürich) |
| 1940–1955 | Paul Wieser                                 |
| 1955–1970 | Adolf Maurer (SP, Stadtrat Zürich)          |
| 1970–1976 | Louis Joye (SEV, SGB)                       |
| 1976–1990 | Karl Aeschbach (GBH, SGB)                   |
| 1990–1996 | Hans-Jakob Mosimann (vpod)                  |
| 1996–2003 | Regine Aeppli (SP, Regierungsrätin)         |
| 2003–2005 | Ruedi Winkler                               |

### Präsidenten Netzwerk SAH (ab 2011)
| Jahr      | Präsidenten (Trägerorganisation/Funktion) |
| --------- | ----------------------------------------- |
| 2011–2012 | vakant                                    |
| 2012–2017 | Jean Christophe Schwaab (SP, Nationalrat) |
| 2018–2020 | Mattea Meyer (SP, Nationalrätin)          |
| 2020–2023 | Marina Carobbio (SP, Ständerätin)         |
| ab 2023   | Samuel Bendahan (SP, Nationalrat)         |